# Ely Cheikh Voulany
Ely Cheikh Voulany (* 31. Dezember 1988 in Nouakchott) ist ein mauretanischer Fußballspieler.

## Karriere

### Verein
Voulany begann seine Karriere 2005 beim ACS Ksar und wechselte 2009 zu ACS Nasr de Sebkha, blieb dort aber nicht lange und wechselte bereits 2010 zu ASC Tevragh Zeïna. Mit seinem Verein konnte er 2012 die Meisterschaft der Ligue 1 Mauretanien feiern.

### Nationalmannschaft
Seit 2013 spielt Voulany für Mauretanien. Sein Debüt gab er am 13. Juni 2008 bei einem Qualifikationsspiel zu der WM 2010 gegen Äthiopien, das Spiel verlor Mauretanien mit 0:1.

## Erfolge
- Meisterschaften: 1

2012
- Pokal:

2010, 2011, 2012
- Mauretanischer Super Cup:

2010